# Hypulia strictiva
Hypulia strictiva là một loài bướm đêm trong họ Geometridae.